# Миэкити Судзуки
Миэкити Судзуки (鈴木 三重吉, Suzuki Miekichi, 29 сентября 1882 г. — 27 июня 1936 г.) — японский писатель и издатель начала 20 века. B первую очередь известен как издатель литературного журнала для детей «Красная Птица» или «Акаи Тори» (яп. 赤い鳥), публиковавшим детские рассказы японских писателей начала 20-х и 30-х годов 20 века в жанре «дова» («рассказы для детей», яп. 童話) и «доё» (пер. «детские стихи и песни», 童謡). Некоторые из авторов журнала, к примеру Акутагава Рюноскэ, впоследствии получили мировую известность. Благодаря изданию журнала «Красная Птица», Миэкити Судзуки можно назвать основоположником современной детской литературы Японии.
Миэкити Судзуки родился 29 сентября 1882 года в г. Хиросиме, Япония, третьим ребёнком в семье. В 9 лет скончалась мать писателя. С 15-летнего возраста он начинает публиковать свои произведения в литературных юношеских журналах под псевдонимом Эйдзан (яп. 映山).
В 22 года юноша поступает в Токийский императорский университет (ныне Токийский университет) на факультет Английской литературы. Лекции ему читает известный писатель Нацумэ Сосэки. В 1905 году, когда ему исполняется 23 года, в связи с болезнью берет академический отпуск в университете и возвращается на родину, где у него появляется задумка о написании рассказа «Тидори» (яп. 千鳥, пер. «Ржанки», название птиц). Какое-то время он живёт на острове Этадзима (префектура Хиросима) и продолжает работу над произведением. Через год отправляет рукопись Нацумэ Сосэки, который, высоко оценив литературные навыки Судзуки, помогает с публикацией этого произведения. Вернувшись в Токио, Миэкити Судзуки становится учеником Сосэки, участвует в литературных встречах в доме писателя. Впоследствии заканчивает университет и начинает работать учителем английского языка, одновременно продолжая писательскую деятельность.
Начиная с 1912 года публикуются несколько рассказов Миэкити Судзуки: «Птичье гнездо» (яп. 小鳥の巣), «Мицу-сан» (яп. お三津さん), а в 1913 году выходит полный сборник его произведений в тринадцати томах. В 1916 году рождается дочь писателя Судзу и 34-летний Судзуки принимает решение сосредоточиться над написанием рассказов для детей. Одновременно он занимается переводом и изданием сборника детских сказок мира, что в дальнейшем привело его к идеи создания собственного журнала, которая и была реализована в 1918 году, когда в июне этого же года был выпущен первый номер журнала «Красная Птица».
Для издания журнала привлекались многие японские писатели: Рюносукэ Акутагава, Такэо Арисима, Кодзи Уно, Мимэй Огава, Ёсио Тоёсима, Нанкити Ниими и другие. Рассказы сопровождались яркими иллюстрациями (к примеру, авторства Ёсио Симидзу и Сёдзо Фукадзавы). Также в журнале печатались детские стихи и ноты к ним. За публикацию детских стихов отвечал японский поэт Хакусю Китахара. В период с марта 1929 году до января 1931 года журнал не печатался.
В 1935 году здоровье Судзуки пошатнулось, и в возрасте 53 лет он начинает работу над автобиографией, для чего уезжает в префектуру Ямагата. В это время писатель мучается приступами астмы и периодически откладывает работу, но завершает произведение, написанное в стиле наставлений или «цудзуриката» (яп. 綴方).
Здоровье писателя продолжало ухудшаться. В июне 1936 года он был госпитализирован, а 27 июня 1936 года скончался в больнице. После вскрытия у него был обнаружен рак легких. В августе 1936 года вышел последний выпуск журнала «Красная Птица», а в октябре был выпущен специальный номер, посвященный памяти Миэкити Судзуки.
В 1964 году в г. Хиросиме был установлен памятный монумент в честь писателя в виде двух стоящих рядом постаментов. На одном из них высечен бюст писателя с сидящим на плече голубем, название журнала «Красная Птица», написанное в том виде, как оно выглядело на обложке, и изображение лошади, так любимых писателем. На соседнем постаменте сидят фигуры детей и почерком писателя высечены принадлежащие ему слова: «Навечно в мир грёз я ухожу. Подобно молодым печалиться не стану» (яп. 私は永久に夢を持つ。ただ年少時のごとく、ために悩むこと浅きのみ).